# Karl Gottfried Zimmermann
Karl Gottfried Zimmermann (* 29. Januar 1796 in Hamm bei Hamburg; † 6. April 1876 in Hamburg) war ein deutscher Arzt und Geologe.

## Leben
Karl Gottfried Zimmermann war ein Sohn des Predigers Carl Gottfried Zimmermann (1760–1826) und dessen Ehefrau Johanna Christine, geb. Milow (1776–1844). Er studierte in Berlin und wurde dort 1820 promoviert. Er ließ sich als praktischer Arzt in Hamburg nieder und wurde 1836 Direktor der dortigen Blindenanstalt. Er veröffentlichte zahlreiche medizinische, aber auch geologische Aufsätze und Schriften.
Zimmermann war 1836 Mitgründer des naturwissenschaftlichen Vereins in Hamburg.
Er war seit 1825 verheiratet mit Friederike Luise Buek (1801–1846), einer Schwester von Heinrich Wilhelm Buek, und hatte mit ihr die Söhne Gottfried Theodor (1828–1911) und Karl Eberhard (1835–1878).